# Linton, Indiana
Linton är en stad (city) i Greene County, i delstaten Indiana, USA. Enligt United States Census Bureau har staden en folkmängd på 5 369 invånare (2011) och en landarea på 7,8 km².